# Tapio Mikkonen
Tapio Mikkonen (ur. 1961) – fiński skoczek narciarski. Najlepsze wyniki w Pucharze Świata osiągnął w sezonie 1979/1980, kiedy zajął 51. miejsce w klasyfikacji generalnej. Punkty zdobywał na mamuciej skoczni w Vikersund (14. miejsce) i w Štrbskim Plesie (2 razy 8. miejsce).
Zwyciężył w Turnieju Schwarzwaldzkim w 1981.

## Puchar Świata

### Miejsca w klasyfikacji generalnej
| Sezon     | Miejsce |
| --------- | ------- |
| 1979/1980 | 51.     |

## Puchar Świata w lotach narciarskich

### Miejsca w klasyfikacji generalnej
| Sezon     | Miejsce |
| --------- | ------- |
| 1979/1980 | 14.     |